# Guru Meditation
Guru Meditation hace referencia a la pantalla mostrada por versiones anteriores de Commodore Amiga cuando ocurría un error grave del sistema. Es análogo a la Pantalla azul de la muerte conocida a menudo como "BSOD", en sistemas operativos Microsoft Windows.

## Descripción
Cuando un Guru Meditation es mostrado, las opciones son reiniciar el sistema pulsando el botón izquierdo del ratón o iniciar ROMWack pulsando el botón derecho del ratón. (ROMWack es un pequeño depurador integrado en el sistema operativo al que se puede acceder mediante la conexión de un terminal de 9600 bit/s al puerto serie).
La alerta aparece como una caja rectangular de color negro situada en la parte superior de la pantalla. El borde y el texto es rojo para un Guru Meditation normal, o verde/amarillo si el error no es crítico. La pantalla se queda en negro y los LED de la actividad del disco duro y de la energía parpadean inmediatamente antes de que la alerta aparezca. 
El primer campo es el número de error (si un error se produce en la CPU) o un error interno de identificación (como un código ‘Out of Memory’) en caso de un error del software del sistema.
La segunda puede ser la dirección de una estructura de tareas, o la dirección de un bloque de memoria cuya asignación fallo. Nunca es la dirección del código que causó el error. 
Si la causa del error es incierta, este número se presenta como 48454C50, que significa “HELP” (‘AYUDA’ en inglés) en caracteres hexadecimales ASCII (H = 48, E = 45, L = 4C, P = 50).
El error se muestra como dos campos, separados por un punto. El formato es # 0000000x.yyyyyyyy en caso de un error del CPU, o # aabbcccc.dddddddd en el caso de un error del software del sistema.
En AmigaOS 1.x, programada en ROM, conocida como Kickstart 1,1, 1,2 y 1,3, los errores son siempre de color rojo. En AmigaOS 2.x y 3.x, las alertas de errores no críticos son de color amarillo, con la excepción de los primeros modelos 2.x, donde fueron verdes. Sin embargo las alertas de errores críticos son rojas en todas las versiones del sistema operativo.
El texto es totalmente incomprensible para la mayoría de los usuarios. Sólo usuarios con conocimientos técnicos de Amiga sabe interpretar el problema. Los usuarios sin conocimientos especializados no tendrían ningún recurso, más que buscar un “gurú” o simplemente reiniciar la máquina.

## Códigos de error del software del sistema
| Área del sistema | Código | Parte específica del sistema                  |
| ---------------- | ------ | --------------------------------------------- |
| Biblioteca       | 01     | Biblioteca Exec                               |
| Biblioteca       | 02     | Biblioteca de Gráficos                        |
| Biblioteca       | 03     | Biblioteca de Capas                           |
| Biblioteca       | 04     | Biblioteca Intuition                          |
| Biblioteca       | 05     | Biblioteca Matemática                         |
| Biblioteca       | 06     | Biblioteca CList                              |
| Biblioteca       | 07     | Biblioteca AmigaDOS                           |
| Biblioteca       | 08     | Biblioteca del Manejador de RAM (RAM Handler) |
| Biblioteca       | 09     | Biblioteca de Iconos                          |
| Dispositivos     | 10     | Audio                                         |
| Dispositivos     | 11     | Consola                                       |
| Dispositivos     | 12     | Puerto de juegos                              |
| Dispositivos     | 13     | Teclado                                       |
| Dispositivos     | 14     | Disquetera                                    |
| Dispositivos     | 15     | Temporizador                                  |
| Recursos         | 20     | CIA                                           |
| Recursos         | 21     | Disco Duro                                    |
| Recursos         | 22     | Otros recursos                                |
| Otras áreas      | 30     | Bootstrap                                     |
| Otras áreas      | 31     | Workbench                                     |
| Otras áreas      | 32     | Diskcopy                                      |

## Origen
El término "Guru Meditation Error" es una broma creada por los desarrolladores de Amiga.
Uno de los productos de la compañía fue el joyboard, un controlador de juegos muy similar a un joystick, pero operado por los pies. 
Durante el desarrollo del sistema operativo Amiga, los desarrolladores se vieron frustrados ante los constantes errores de este que, como técnica de relajación, desarrollaron un juego en el cual una persona se sentaba con las piernas cruzadas sobre el joyboard, de manera similar a un gurú hindú.
El jugador debía permanecer quieto, siendo el objetivo del juego permanecer mucho tiempo sin moverse. Si el jugador se movía provocaba un "guru meditation error"

## Versiones actuales de AmigaOS
Desde la versión 4.0 (beta) del sistema operativo, muchos avisos se sustituye por un manejador de errores conocido como "Grim Reaper". Grim Reaper muestra la tarea que ha provocado un error y la naturaleza del error (violación de acceso a la memoria, etc.), el cual presenta al usuario varias opciones como la de terminar o matar la tarea, mostrando más información, como un registro de volcado o adjuntando un depurador (gdb).
Asimismo, cabe señalar que, aunque Grim Reaper reemplaza muchos de los avisos, el error es todavía llamado "Guru Meditation"

## Curiosidades
- En los años 2000, el acelerador de HTTP Varnish adoptó la pantalla de errores Guru Meditation:

```
Error [error code] [error name]
[error name]
Guru Meditation:
XID:/Details: [xid number]/cache[cache ID]
Varnish cache server

```

- En el juego web eRepublik, que usa el acelerador Varnish, se ha creado un movimiento seudorreligioso dedicado a ese error, denominado varnishismo[1] o «La secta del gurú Varnish»[2] el cual usa como imagen al popular religioso Maharishi Mahesh Yogi y la actriz Sasha Grey. El movimiento consta con cerca de 150 seguidores y 400 simpatizantes en España. Satiriza el creacionismo y otras cuestiones con los pasajes en su "Libro de las Revelaciones".[3]

- El software de virtualización de máquinas VirtualBox también hace uso del Guru Meditation: la pantalla aparece cuando ocurre un error de gravedad en la ejecución de una máquina virtual.